# Tikamgarh
Tikamgarh är en stad i den indiska delstaten Madhya Pradesh, och är huvudort för ett distrikt med samma namn. Folkmängden uppgick till 79 106 invånare vid folkräkningen 2011.